# Wallace Rock
Der Wallace Rock ist eine Felsformation im westantarktischen Marie-Byrd-Land. Er ragt 1,5 km östlich des Peter-Nunatak am südöstlichen Ausläufer der McCuddin Mountains auf.
Der United States Geological Survey kartierte ihn anhand eigener Vermessungen und Luftaufnahmen der United States Navy aus den Jahren von 1959 bis 1965. Das Advisory Committee on Antarctic Names benannte den Nunatak 1974 nach James W. Wallace (* 1934), leitender Betriebstechniker auf der Amundsen-Scott-Südpolstation in den Jahren 1965 und 1969.